# Maurice Tillet
Maurice Tillet, noto con il ring name The French Angel (San Pietroburgo, 23 ottobre 1903 – Chicago, 4 settembre 1954), è stato un wrestler e rugbista a 15 francese.

## Biografia
Nacque nei Monti Urali o forse a San Pietroburgo nell'allora Impero russo nel 1903 da una famiglia francese. Il padre era un ingegnere ferroviario che si occupava della costruzione della ferrovia Transiberiana e della modernizzazione del resto delle ferrovie russe, mentre la madre era professoressa di filologia e insegnava il francese in una scuola di Mosca. Poco dopo la sua nascita, suo padre morì e lui visse con la madre vedova. Rimase in Russia fino allo scoppio della Rivoluzione russa nel 1917, quando si trasferì in Francia, a Reims, dove la madre iniziò ad insegnare in un collegio femminile. Successivamente a una crescita inusuale della mano, a 17 anni gli venne diagnosticata l'acromegalia, dovuta ad una neoplasia ipofisaria benigna, che gli comportò anche una crescita delle ossa facciali; il successivo aggravarsi delle malattia gli sfigurò soprattutto il volto.

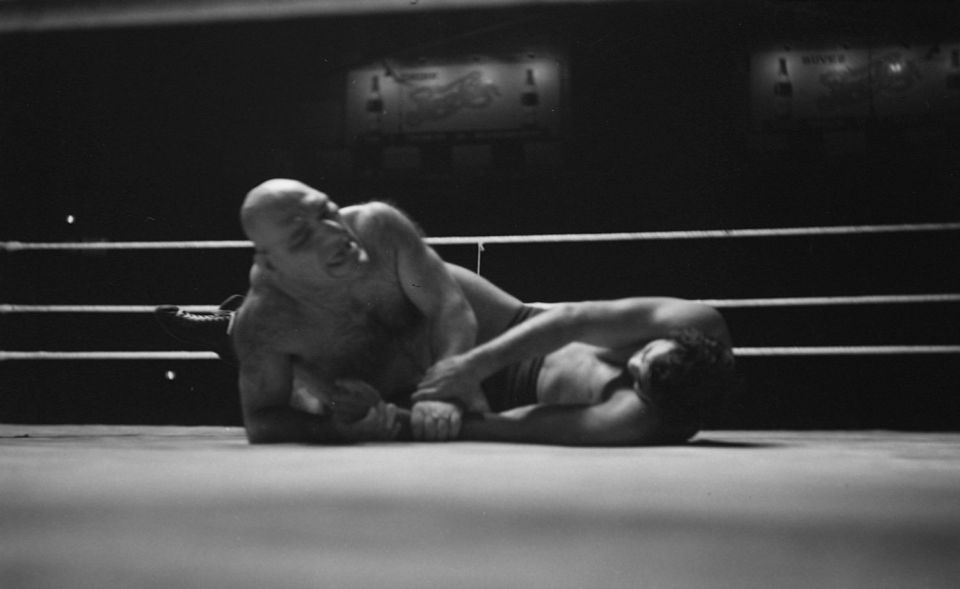
"The French Angel" contro Lou Thesz

Studiò al Collège Stanislas a Parigi e poi Giurisprudenza all'Università di Tolosa e imparò ben 14 lingue. In seguito si arruolò anche nella Marina francese e rimase in marina per cinque anni come ingegnere in varie navi, tra cui nella Richelieu. Negli anni '30 giocò anche per la squadra di rugby a 15 del Tolone. Nel 1937, durante un viaggio a Singapore, incontrò il wrestler Karl Pojello (vero nome Karolis Pozela) che lo convinse a diventare un wrestler professionista. Tillet quindi si trasferì a Parigi allenato da Pojello e per due anni fece alcuni incontri tra Francia e Regno Unito fino allo scoppio della Seconda guerra mondiale quando emigrò negli Stati Uniti e si trasferì a Braintree in Massachusetts, non lontano da Boston.
Nel 1940 a Boston, il suo promoter Paul Bowser pubblicizzò Tillet come "The French Angel" negli incontri principali, venne definito imbattibile e rimase imbattuto per 19 mesi di fila vincendo il World Heavyweight Championship (campionato mondiale dei pesi massimi) a Boston nel maggio 1940 mantenendo il titolo fino al maggio del 1942. All'inizio del 1942, vinse lo stesso titolo a Montréal (Canada) e nel 1944 vinse di nuovo lo stesso titolo a Boston, che mantenne solo per un breve periodo. Dal 1945 la sua salute peggiorò costringendolo ad affrontare un minor numero di incontri, affrontando il suo ultimo incontro a Singapore il 14 febbraio 1953 contro Bert Assirati, perdendolo.
Tillet, affetto da problemi cardiovascolari a causa della sua acromegalia, sabato 4 settembre 1954 a Chicago apprese della morte per tumore dell'amico e allenatore Pojello. Cinquantenne, venne colpito da un infarto e portato al Cook Country Hospital, ove morì lo stesso giorno. Vennero sepolti insieme al Lithuanian National Cemetery a Justice nella Contea di Cook in Illinois, a circa 40 km da Chicago; l'epitaffio, dettato dall'amico promoter Tony Tomasiun (vero nome Anthony Tamasiunas) recita: "Amici che nemmeno la morte ha potuto separare". Sul letto di morte, il suo amico wrestler Bobby Managain fece realizzare tre maschere funerarie e una fu donata a Patrick Kelly, mentre nel 1950 lo scultore Louis Linck scolpì alcune statue a grandezza naturale in onore della carriera di Tillet e tuttora un busto è conservato all'International Museum of Surgical Science di Chicago.

## Nella cultura di massa

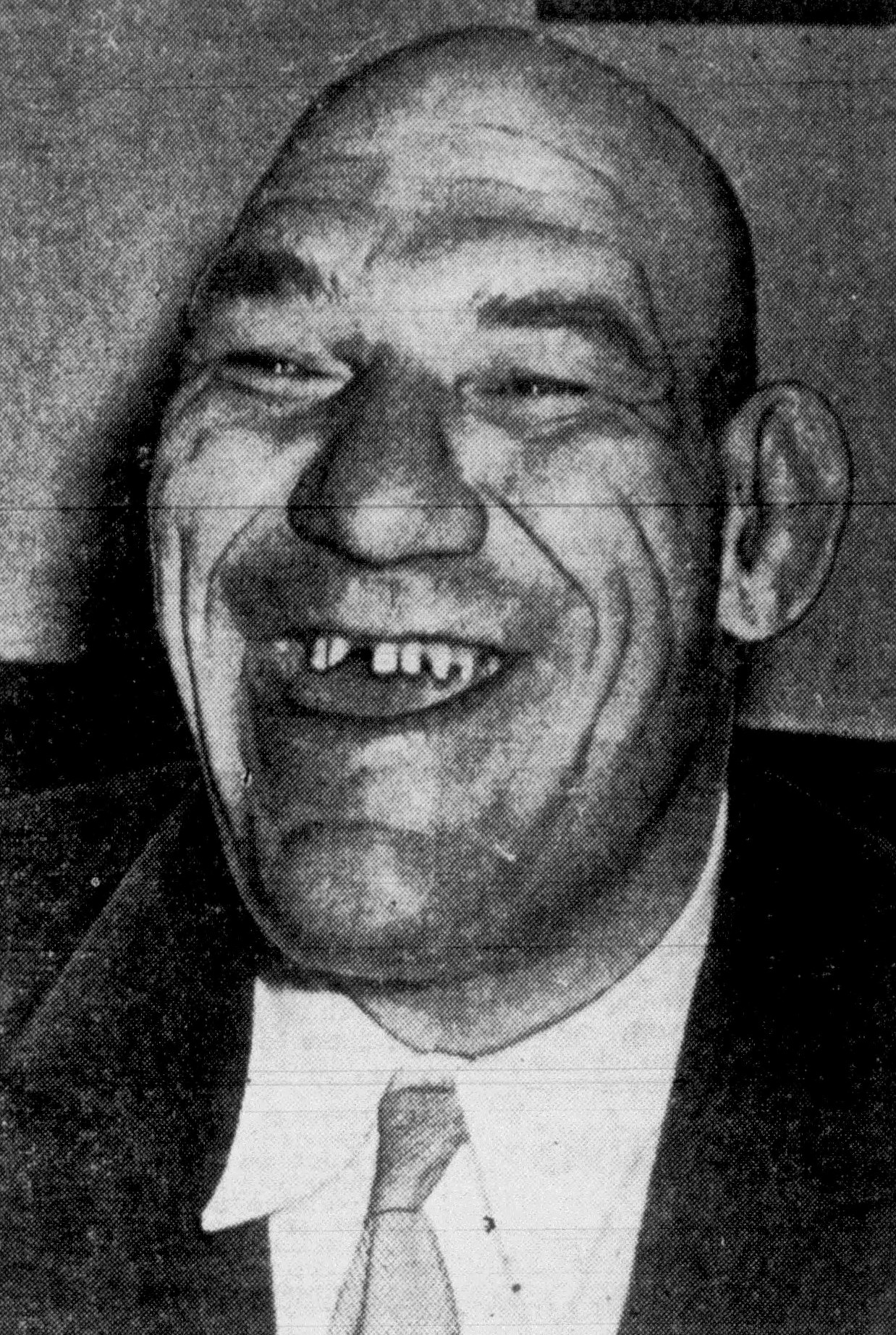
Maurice Tillet nel 1942

Dalle fattezze e dal carattere gentile di Tillet è stato forse preso spunto il personaggio di fantasia Shrek, protagonista della serie di film basati sulla fiaba omonima del 1990 di William Steig; tuttavia, i creatori della DreamWorks Animation non ne hanno mai dato conferma ufficiale.

## Filmografia
- Di notte a Parigi (Un Soir de rafle), regia di Carmine Gallone (1931)
- Rive gauche, regia di Alexander Korda (1931)
- Il giglio insanguinato (Maria Chapdelaine), regia di Julien Duvivier (1934)
- La principessa Tam Tam (Princesse Tam-Tam), regia di Edmond T. Gréville (1935)
- La kermesse eroica (La Kermesse héroïque), regia di Jacques Feyder (1935)
- I battellieri del Volga (Les bateliers de la Volga), regia di Vladimir Striževskij (1936)

## Titoli e riconoscimenti
- World Heavyweight Championship
  - 1940, 1944
- Professional Wrestling Hall of Fame
  - Classe del 2012[2]